# Cá mối dài
Cá mối dài, tên khoa học Saurida elongata, là một loài cá trong họ Synodontidae.